# Promedio de Transportes Dow Jones
El Promedio de Transportes Dow Jones conocido por Dow Jones Transportation Average (DJTA), es uno de los índices bursátiles más antiguos del mercado financiero de Estados Unidos, está compuesto actualmente por las 20 compañías más importantes del sector de transportes (ferrocarril, terrestre, aerolíneas y transporte de carga en diferentes medios) que cotizan en la Bolsa de Nueva York.

## Componentes
Hoy, el índice lo constituyen estas 20 compañías (según fecha, 31 de marzo de 2020):
| Compañía                         | Símbolo      | Industria                      |
| -------------------------------- | ------------ | ------------------------------ |
| Alaska Air Group, Inc            | (NYSE: ALK)  | Aerolínea                      |
| American Airlines                | (NYSE: AAL)  | Aerolínea                      |
| Avis Budget Group, Inc           | (NYSE: CAR)  | Transporte                     |
| C.H. Robinson Worldwide, Inc.    | (NYSE: CHRW) | Transportes diversos           |
| SX Corp.                         | (NYSE: CSX)  | Ferrocarril                    |
| Delta Air Lines                  | (NYSE: DAL)  | Aerolínea                      |
| Expeditors International         | (NYSE: EXPD) | Transporte y Logística         |
| FedEx Corporation                | (NYSE: FDX)  | Transporte y Logística         |
| J B Hunt Transport Services, Inc | (NYSE: JBHT) | Transporte y Logística         |
| JetBlue Airways Corp.            | (NYSE: JBLU) | Aerolínea                      |
| Kansas City Southern             | (NYSE: KSU)  | Ferrocarril                    |
| Kirby Corp                       | (NYSE: KEX)  | Transporte de carga            |
| Landstar System, Inc             | (NYSE: LSTR) | Ferrocarril                    |
| Matson, Inc                      | (NYSE: MATX) | Transporte Marítimo            |
| Norfolk Southern                 | (NYSE: NSC)  | Ferrocarril                    |
| Ryder System, Inc.               | (NYSE: R)    | Transporte y alquiler camiones |
| Southwest Airlines               | (NYSE: LUV)  | Aerolínea                      |
| Union Pacific                    | (NYSE: UNP)  | Ferrocarril                    |
| United Continental Holdings      | (NYSE: UAL)  | Transporte de carga            |
| United Parcel Service, Inc.      | (NYSE: UPS)  | Transporte de carga            |

(Último cambio 9 de abril de 2020)

## Historia
Fue constituido el 3 de julio de 1884 por Charles Henry Dow cofundador de la empresa Dow Jones & Company, como parte del "Customer's Afternoon Letter", con el nombre de Dow Jones Railroad Average (DJRA) por once compañías relativas al transporte, nueve de ellas pertenecían a empresas ligadas a los ferrocarriles. Estas fueron las siguientes:
- Chicago, Milwaukee and St. Paul Railway
- Chicago and North Western Railway
- Delaware, Lackawanna and Western Railroad
- Lake Shore and Michigan Southern Railway
- Louisville and Nashville Railroad
- Missouri Pacific Railway
- New York Central Railroad
- Northern Pacific Railroad
- Pacific Mail Steamship Company (no era del sector ferrocarril)
- Union Pacific Railway
- Western Union (no era del sector ferrocarril)

A partir de 1970 se convirtió en el actual Dow Jones Transportation Average (DJTA).